# Ömürbek Tekebaev
 (octobre 2020).
Si vous disposez d'ouvrages ou d'articles de référence ou si vous connaissez des sites web de qualité traitant du thème abordé ici, merci de compléter l'article en donnant les références utiles à sa vérifiabilité et en les liant à la section « Notes et références ».
Ömürbek Tekebaev (en kirghize, Өмүрбек Чиркешович Текебаев, en transcription française Ömurbek Tchirkechovitch Tekebaïev), né le 22 décembre 1958 dans l'oblast de Djalal-Abad en RSS kirghize, est un homme politique kirghize, ancien président du Conseil suprême et leader du parti social-libéral Ata-Meken.

## Carrière
Il termine ses études en 1981 à l'université d'État du Kirghizistan en tant qu'enseignant de physique. Après l'indépendance de son pays, il recommence ses études à l'université nationale du Kirghizistan en tant que juriste, dont il sort diplômé en 1994.
Il enseigne la physique dans des écoles secondaires de sa province natale, puis effectue son service militaire dans l'armée soviétique de novembre 1981 à décembre 1983. Il entre ensuite à l'institut pédagogique d'Och, puis de 1987 à 1991 enseigne la physique dans des écoles secondaires. Sa carrière politique commence en avril 1991 alors que son pays s'achemine vers l'indépendance. Il préside le parti Erkin Kirghizistan («Эркин Кыргызстан») en 1991-1992. Il est membre en 1991-1993 de la commission constituante pour préparer une nouvelle Constitution à la république du Kirghizistan et fait partie de divers groupes de travail.
Il préside le parti Ata-Meken depuis 1994. Le parti a soutenu Omourbek Tekebaïev en 2000 à l'élection présidentielle, où il est arrivé second avec 14 %. 
Il est marié et père de quatre enfants.